# Megachile albonotata
Megachile albonotata là một loài Hymenoptera trong họ Megachilidae. Loài này được Radoszkowski mô tả khoa học năm 1886.